# Kwalhioqua
Kwalhioqua je pleme porodice Athapaskan s gornjeg toka rijeke Willopah u zapadnom Washingtonu. Gibbs njihovo područje širi i dalje, istočno od gornjeg Chehalisa, Boas (1892.), međutim, ne vjeruje da su se širili tako daleko na istok. Mjesto gdje je pleme uglavnom živjelo nazivano je Nq!ulā', prema ovom mjestu prebivanja nazivani su i Gila'q¡ulawas. Indijanci Chinook nazivali su ih i Tkulhiyogoā'ikc i Axwē'lāpc, "people of the Willapa," ‘narod s Willape’. Naziv Kwalhioqua nastao je od Tkulhiyogoā'ikc, značenje mu je ‘na usamljenom mjesto u šumi’ ('at a lonely place in the woods'). 
Pleme, slično drugim Pacifičkim Atapaskima, nikada nije bilo brojno. Mooney je škrto procjenio da ih je 1780. bilo 200. Hale  (1846.) izjavljuje da ih je preostalo 100. – 1850. preostalo je tek dva muškarca i nekoliko žena.  Prema Haleu, Kwalhioqua nisu imali stalnog mjesta boravka, lutali su šumom, preživljavajući od lova, korjenja i bobica, i ‘bili su … tvrđi i mnogo divljiji od riječnih i obalnih plemena’. 
Kwalhioqua su se dijeli na dvije glavne grupe, to su: Suwal s Chehalis Rivera i Wela'pakote'li s rijeke Willapa. 

## Vanjske poveznice
- Kwalhioqua  Arhivirana inačica izvorne stranice od 4. prosinca 2010. (Wayback Machine)